# 惠庭岳
42°47′36″N 141°17′07″E / 42.79333°N 141.28528°E

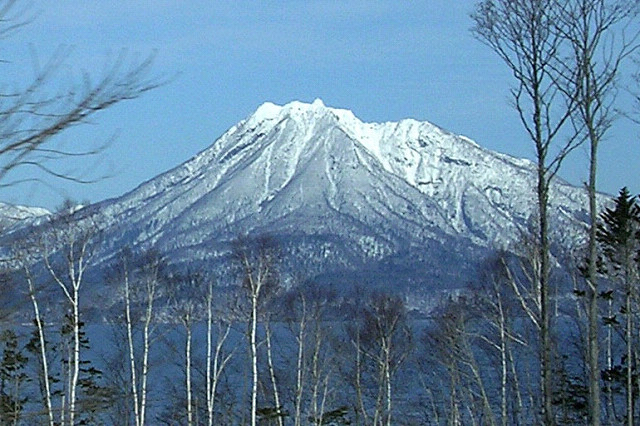
惠庭岳

惠庭岳是一座位於日本北海道支笏洞爺國立公園的活火山。標高1,320公尺。當地最後一次喷发发生在18世纪初。當地也是1972年冬季奧林匹克運動會的比賽場地之一。

## 外部連結
- 恵庭岳 （页面存档备份，存于） - 気象庁（日語）